# Liudas Noreika

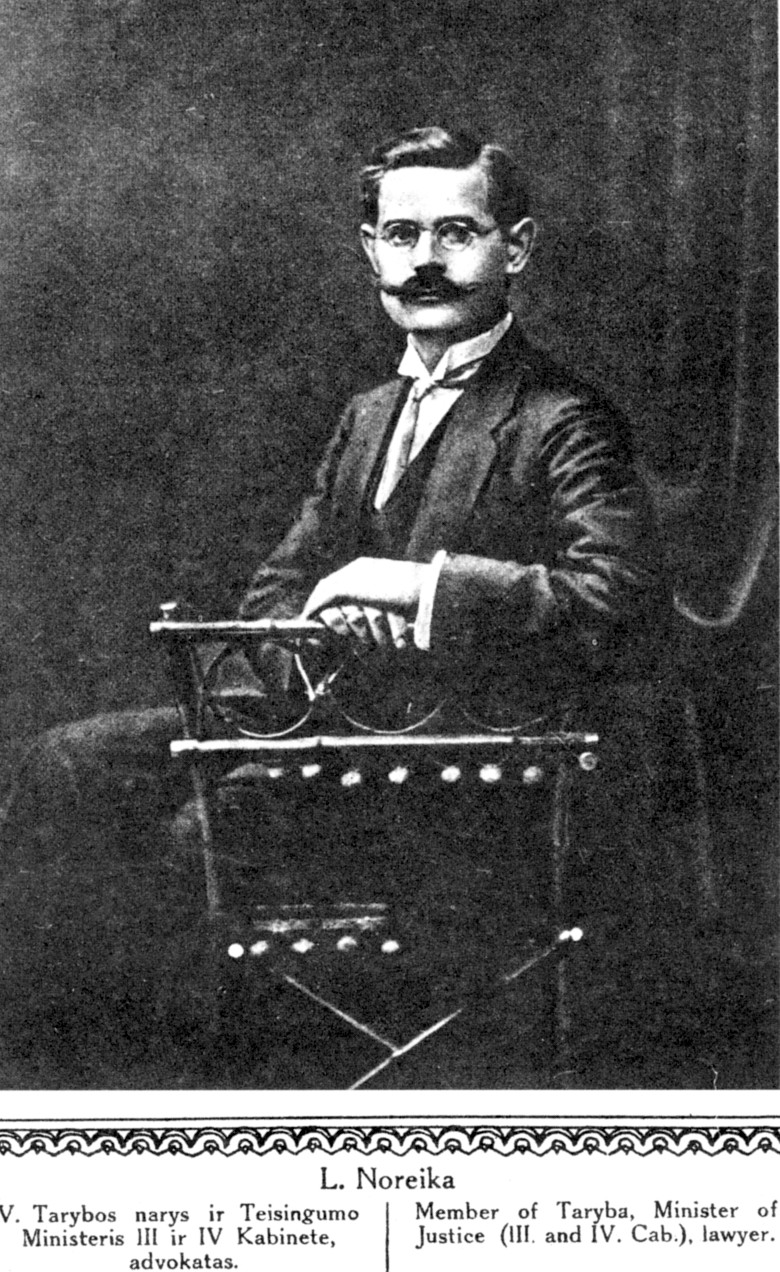
Liudas Noreika

Liudas Noreika (* 17. August 1884 in Pasruojė, Žemaičių Kalvarija, Bezirk Telšiai; † 30. Mai 1928 in Kaunas) war ein litauischer Jurist, Politiker und Journalist.

## Leben
1905 absolvierte Noreika das Priesterseminar Kaunas und 1908 das Geistliche Seminar Sankt Petersburg. 1917 beendete er das Studium der Rechtswissenschaften an der Rechtsfakultät der Universität Sankt Petersburg.
1918 wurde er zum Staatsrat (Lietuvos Taryba) kooptiert. Er war von 1919 bis Juni 1920 Justizminister und danach als Rechtsanwalt tätig. Er war auch politisch für die Partei Lietuvių tautininkų sąjunga engagiert.
Ab 1907 war er Mitarbeiter in der Presse, zunächst als Korrespondent von „Viltis“. 1914 wurde er stellvertretender Redakteur des Journals „Vairas“, 1915 bis 1917 war er Redakteur von „Lietuvių balsas“, von 1916 bis 1918 Redakteur von „Ateities spinduliai“. 1922 war er einer der Begründer der Katholischen Akademie der Wissenschaften und deren erster Schatzmeister.